# Vertrag von Saadabad
Der Vertrag von Saadabad (auch Saadabad-Pakt) war ein Nichtangriffspakt zwischen der Türkei, dem Iran, dem Irak und Afghanistan. 

## Geschichte und Bedeutung
Der Vertrag wurde am 8. Juli 1937 in der Saadabad-Palastanlage in Teheran unterzeichnet und blieb fünf Jahre bestehen. Er war Teil einer Initiative für engere Beziehungen im Nahen Osten und dem Orient, angeführt durch den afghanischen König Mohammed Zahir Shah. Am 25. Juni 1938 trat der Vertrag durch den Austausch von Ratifikationen in Kraft. Am 19. Juli desselben Jahres wurde er in die Vertragssammlung des Völkerbunds aufgenommen.
Die von 1936 bis 1937 bestehende linksgerichtete Militärregierung Bakr Sidqīs im Irak war dem arabischen Nationalismus mehr abgeneigt als andere irakische Regierungen. Sidqi war ein Kurde und sein Ministerpräsident, Hikmat Sulayman, ein Turkmene. Deshalb war die Regierung Bakr Sidqīs an diplomatischen Beziehungen mit den östlichen, nicht-arabischen Nachbarn des Iraks interessiert. Die Türkei, welche sich immer noch vom Ersten Weltkrieg und dem Türkischen Befreiungskrieg erholte, erhoffte sich durch den Vertrag freundliche Beziehungen mit seinen Nachbarstaaten.
Nachdem keiner der Unterzeichner sich vom Vertrag zurückgezogen hatte, wurde dieser 1943 automatisch um fünf Jahre verlängert.